# La donna di Samo
La donna di Samo (Σαμία, Samía) è una commedia di Menandro; non se ne conosce la data di prima rappresentazione, ma alcuni indizi nel testo inducono a collocarla tra le opere giovanili dell'autore. Il testo dell'opera, andato perduto in tempi antichi, è oggi conosciuto per oltre i quattro quinti grazie al ritrovamento di due rotoli di papiro nei quali era contenuto: i papiri di Ossirinco (1907) ed i papiri Bodmer (1957). Le lacune sono peraltro poco importanti e l'opera appare sostanzialmente completa.

## Trama
Moschione, figlio adottivo di Demea, ama la figlia di Nicerato, la giovane Plangone, con la quale si è unito carnalmente durante la festa delle Adonie: la giovane è rimasta incinta e Moschione ha giurato di sposare la donna. Tuttavia, dal momento che Moschione non vuole per il momento rivelare la propria paternità, il figlio, ormai nato, viene fatto passare per quello della concubina di Demea, Criside (la donna di Samo del titolo), la quale in effetti aveva da poco dato alla luce un bimbo morto dopo pochi giorni. Al suo ritorno, Demea cade vittima di equivoci che lo portano a credere che il piccolo sia davvero nato dall'unione tra il figlio e Criside. L'uomo allora, cieco di gelosia, caccia di casa la concubina accusandola di tradimento, e la donna tace sulla verità per difendere l'onore di Plangone.
Da qui nascono una serie di fraintendimenti, durante i quali Nicerato afferma addirittura di voler uccidere Criside, e Demea, per placarlo, gli racconta che la concubina non sarebbe incinta di Moschione, ma nientemeno che di Zeus. Quando la tensione è al culmine, finalmente Moschione racconta al padre che il figlioletto non è nato da Criside ma da Plangone. Chiarito l'equivoco, Moschione si mostra offeso per i sospetti di cui è stato oggetto e minaccia di partire come soldato mercenario abbandonando Plangone e il figlio, tutto in funzione di ricevere le scuse del padre. Ma alla fine tutto si aggiusta e si possono celebrare le nozze tra lui e Plangone.

## Commento

### Il silenzio

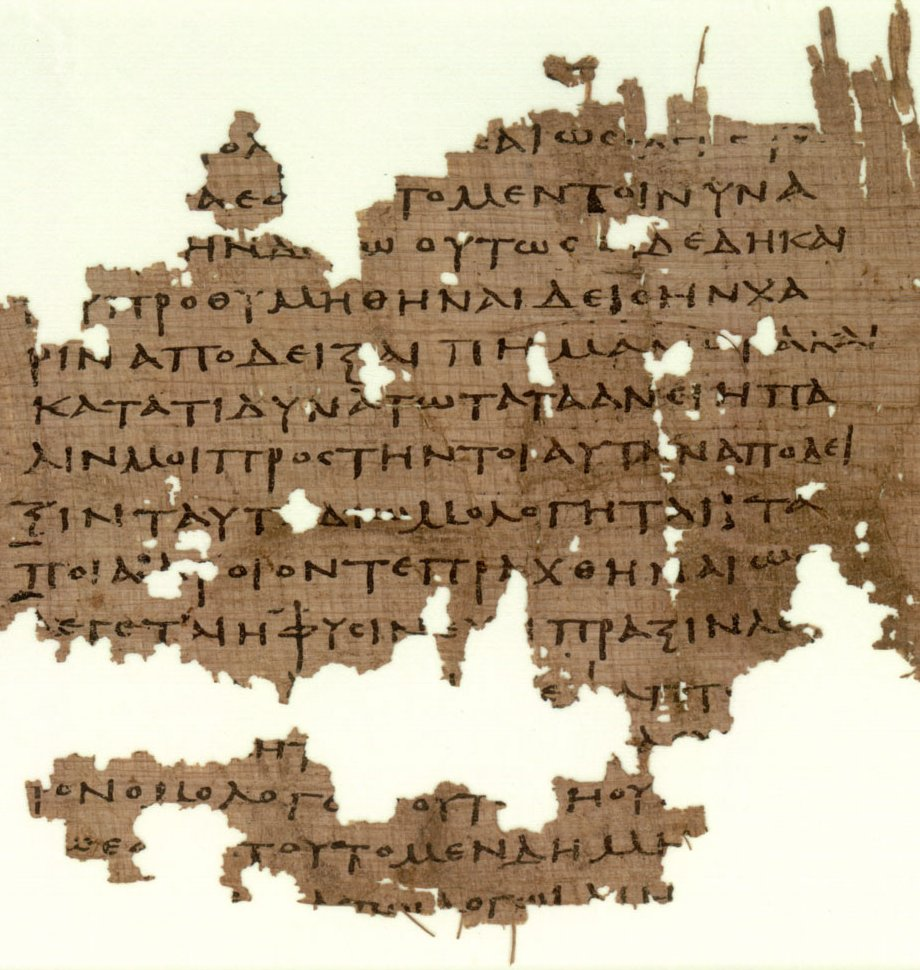
Frammento di un papiro di Ossirinco

L'opera può essere definita una commedia degli equivoci, che sono peraltro tipici delle trame della Commedia nuova. Nonostante tutti i personaggi della commedia si comportino in assoluta buona fede e manchi dunque la figura del malvagio, la situazione potrebbe precipitare. Causa degli equivoci è essenzialmente il silenzio, ovvero due tipi di silenzio: quello di Moschione e quello di Criside. Il primo esita a raccontare a Demea come stanno le cose, ingenerando quindi in lui la convinzione che il figlio non sia di Plangone. La seconda invece tace per salvaguardare la rispettabilità della vera madre. Tuttavia, come sempre accade nella Commedia nuova, tali equivoci trovano una loro chiarificazione e la vicenda si conclude con il matrimonio.

### I personaggi
Il personaggio che nell'opera svetta su tutti gli altri per sensibilità è indubbiamente Criside, la donna di Samo, capace di subire offese ingiuste ed essere anche cacciata di casa, senza per questo venire meno al compito di solidarietà femminile cui si è votata. Pur di difendere l'onorabilità di Plangone, la donna subisce ingiurie e ritorsioni senza proferire parola, ma alla fine tutto sfocerà nella sua definitiva rivalutazione. Anche Demea ha una sua originalità, in quanto si tratta di un personaggio comico tradizionale (il vecchio innamorato di una giovane), ma dotato di caratteristiche particolari: lungi dall'essere un vecchio sconcio e ridicolo (frequente, per esempio, nelle commedie di Plauto), Demea si vergogna delle sue smanie senili, ma al tempo stesso non può impedirsi di essere geloso.

## Edizioni critiche
- (FR) Ménandre, La Samienne, texte établi et traduit par Jean-Marie Jacques, Les Belles Lettres, 1971, ISBN 9782251001951.
- Menandro, La donna di Samo, testo critico, introduzione, traduzione e commentario a cura di Mario Lamagna, Bibliopolis, 1998, ISBN 88-7088-294-2.
- (EN) Menander, Samia. Sikyonioi. Synaristosai. Phasma. Unidentified Fragments, edited and translated by W.G. Arnott, Harvard University Press, 2000, ISBN 9780674995840.
- (EN) Menander, Eleven Plays, edited by Colin Austin, The Cambridge Philological Society, 2013, ISBN 978-0-9568381-2-4.